# Плоцкий уезд
Плоцкий уезд — административная единица в составе Плоцкой губернии Российской империи, существовавшая c 1837 года по 1919 год. Административный центр — город Плоцк.

## История
Уезд образован в 1837 году в составе Плоцкой губернии. В 1919 году преобразован в Плоцкий повят Варшавского воеводства Польши.

## Население
По переписи 1897 года население уезда составляло 99 910 человек, в том числе в городе Плоцк — 26966 жителей, в безуездном городе Вышегрод — 4160 жителей.

### Национальный состав
Национальный состав по переписи 1897 года:
- поляки — 75 595 чел. (75,7 %),
- евреи — 13 423 чел. (13,4 %),
- немцы — 5388 чел. (5,4 %),
- русские — 4272 чел. (4,3 %),

## Административное деление
В 1913 году в состав уезда входило 15 гмин: 
| - Брвильно — с. Бяла, - Белино — с. Боровички, - Гора — с. Гора, - Дробин — пос. Дробин, - Зонготы — с. Зонготы, - Кленево — пос. Бельск, - Лелице — с. Лелице, - Лубки — с. Лубки, | - Мойки — с. Лен-Пробоство, - Монколин — с. Монколин, - Рамутувко — с. Мишево-Муроване, - Рембово — с. Рембово, - Рогозино — с. Рогозино, - Свенцице — с. Вильконово, - Старожебы — с. Зуряр-Велький. |